# Partecipanti alla Berner Rundfahrt 2009 (femminile)
Elenco delle partecipanti alla Berner Rundfahrt 2009 (femminile).
Alla competizione hanno preso parte 23 squadre, per un totale di 126 cicliste. Germania, Austria, Canada, Paesi Bassi, Francia e Lussemburgo hanno partecipato con una rappresentativa nazionale.

## Corridori per squadra
Nota: R ritirato, NP non partito, FT fuori tempo.
| Team Flexpoint                 | Team Flexpoint                 | Team Flexpoint                 | Red Sun Cycling Team         | Red Sun Cycling Team         | Red Sun Cycling Team         | Top Girls Fassa Bortolo-Raxy Line | Top Girls Fassa Bortolo-Raxy Line | Top Girls Fassa Bortolo-Raxy Line |
| ------------------------------ | ------------------------------ | ------------------------------ | ---------------------------- | ---------------------------- | ---------------------------- | --------------------------------- | --------------------------------- | --------------------------------- |
| 1                              | Susanne Ljungskog              | 7º                             | 81                           | Emma Johansson               | 5º                           | 161                               | Valentina Carretta                | 24º                               |
| 2                              | Mirjam Melchers                | FT                             | 82                           | Petra Dijkman                | 41º                          | 163                               | Alessandra D'Ettorre              | FT                                |
| 3                              | Loes Gunnewijk                 | 14º                            | 83                           | Ludivine Henrion             | 47º                          | 164                               | Jennifer Fiori                    | FT                                |
| 5                              | Iris Slappendel                | FT                             | 84                           | Mascha Pijnenborg            | 32º                          | 165                               | Laura Pisaneschi                  | R                                 |
| 6                              | Trine Schmidt                  | FT                             | 85                           | Paulina Brzezna              | FT                           | 166                               | Chiara Rozzini                    | FT                                |
| 7                              | Saskia Elemans                 | 36º                            | 86                           | Laure Werner                 | R                            |                                   |                                   |                                   |
| Team Columbia Women            | Team Columbia Women            | Team Columbia Women            | Safi-Pasta Zara-Titanedi     | Safi-Pasta Zara-Titanedi     | Safi-Pasta Zara-Titanedi     | Germania                          | Germania                          | Germania                          |
| 12                             | Kimberly Anderson              | 16º                            | 94                           | Eleonora Patuzzo             | R                            | 171                               | Virginia Hennig                   | FT                                |
| 13                             | Chantal Beltman                | FT                             | 96                           | Diana Žiliūtė                | 43º                          | 172                               | Denise Zuckermandel               | FT                                |
| 14                             | Luise Keller                   | 27º                            | 97                           | Elena Berlato                | 25º                          | 173                               | Stefanie Degle                    | R                                 |
| 15                             | Linda Villumsen                | 8º                             | 99                           | Rasa Leleivyte               | FT                           | 175                               | Franziska Merten                  | R                                 |
| 17                             | Katherine Bates                | FT                             |                              |                              |                              | 179                               | Laura Dittmann                    | FT                                |
| 18                             | Emilia Fahlin                  | R                              |                              |                              |                              |                                   |                                   |                                   |
| Cervélo TestTeam Women         | Cervélo TestTeam Women         | Cervélo TestTeam Women         | Vision 1 Racing              | Vision 1 Racing              | Vision 1 Racing              | Austria                           | Austria                           | Austria                           |
| 21                             | Regina Bruins                  | 11º                            | 101                          | Nicole Cooke                 | 10º                          | 182                               | Daniela Pintarelli                | FT                                |
| 22                             | Claudia Häusler                | 18º                            | 102                          | Vicki Whitelaw               | 34º                          | 183                               | Monica Schachl                    | FT                                |
| 23                             | Emma Pooley                    | 23º                            | 103                          | Helen Wyman                  | R                            | 184                               | Bernadette Schober                | FT                                |
| 24                             | Kristin Armstrong              | 1º                             | 104                          | Debby van der Berg           | FT                           | 185                               | Silke Schrattenecker              | R                                 |
| 25                             | Patricia Schwager              | FT                             | 105                          | Christel Ferrier-Bruneau     | 37º                          | 189                               | Viktoria Berger                   | R                                 |
| 26                             | Sarah Düster                   | FT                             | 108                          | Gabriella Day                | R                            |                                   |                                   |                                   |
| DSB Bank-LTO                   | DSB Bank-LTO                   | DSB Bank-LTO                   | Lotto-Belisol Ladiesteam     | Lotto-Belisol Ladiesteam     | Lotto-Belisol Ladiesteam     | Canada                            | Canada                            | Canada                            |
| 31                             | Marianne Vos                   | 2º                             | 111                          | Elizabeth Armitstead         | 9º                           | 191                               | Julie Beveridge                   | 22º                               |
| 32                             | Elke Gebhardt                  | R                              | 113                          | Elise Depoorter              | R                            | 192                               | Jenny Trew                        | R                                 |
| 33                             | Angela Brodtka                 | R                              | 115                          | Kim Schoonbaert              | R                            | 193                               | Carolyn Cartmill                  | 39º                               |
| 34                             | Tina Liebig                    | 28º                            | 116                          | Grace Verbeke                | 6º                           | 194                               | Heather Logan                     | FT                                |
| 37                             | Liesbeth De Vocht              | 33º                            | 117                          | Lien Lanssens                | FT                           | 195                               | Moriah McGregor                   | FT                                |
| 38                             | Marieke van Wanroy             | FT                             | 118                          | Emma Silversides             | FT                           | 196                               | Joëlle Numainville                | 30º                               |
| Equipe Nürnberger Versicherung | Equipe Nürnberger Versicherung | Equipe Nürnberger Versicherung | Team CMax-Dilà               | Team CMax-Dilà               | Team CMax-Dilà               | Lussemburgo                       | Lussemburgo                       | Lussemburgo                       |
| 41                             | Charlotte Becker               | FT                             | 121                          | Edita Pučinskaitė            | 46º                          | 202                               | Nathalie Lamborelle               | FT                                |
| 42                             | Suzanne de Goede               | FT                             | 122                          | Marta Vilajosana             | 51º                          | 203                               | Nathalie Ludovicy                 | R                                 |
| 43                             | Eva Lutz                       | 15º                            | 125                          | Alice Donadoni               | FT                           | 204                               | Christine Majerus                 | 26º                               |
| 45                             | Bianca Purath                  | 29º                            | 126                          | Arien Torsius                | R                            | 205                               | Anne-Marie Schmitt                | FT                                |
| 46                             | Trixi Worrack                  | 3º                             | 127                          | Saneila Biagi                | FT                           |                                   |                                   |                                   |
| 47                             | Madeleine Sandig               | FT                             |                              |                              |                              |                                   |                                   |                                   |
| Bigla Cycling Team             | Bigla Cycling Team             | Bigla Cycling Team             | Chirio-Forno d'Asolo         | Chirio-Forno d'Asolo         | Chirio-Forno d'Asolo         | Francia                           | Francia                           | Francia                           |
| 51                             | Nicole Brändli                 | R                              | 131                          | Edita Unguryte               | FT                           | 211                               | Jeannie Longo                     | 20º                               |
| 52                             | Noemi Cantele                  | R                              | 132                          | Eleonora Spaliviero          | R                            | 212                               | Edwige Pitel                      | 17º                               |
| 53                             | Jennifer Hohl                  | FT                             | 135                          | Egle Zablockyte              | R                            | 213                               | Fanny Riberot                     | FT                                |
| 54                             | Veronica Andreasson            | 45º                            | 136                          | Daiwa Tuslaite               | R                            | 215                               | Eugenie Mermillod                 | FT                                |
| 55                             | Monica Holler                  | R                              | 137                          | Edita Janeliunaite           | R                            |                                   |                                   |                                   |
| 56                             | Modesta Vžesniauskaitė         | 19º                            | 138                          | Simona Frapporti             | R                            |                                   |                                   |                                   |
| Selle Italia-Ghezzi            | Selle Italia-Ghezzi            | Selle Italia-Ghezzi            | Fenixs                       | Fenixs                       | Fenixs                       | Paesi Bassi                       | Paesi Bassi                       | Paesi Bassi                       |
| 61                             | Fabiana Luperini               | 21º                            | 141                          | Karin Aune                   | 35º                          | 222                               | Chantal Blaak                     | 40º                               |
| 62                             | Oxana Kozonchuk                | 38º                            | 142                          | Natal'ja Bojarskaja          | FT                           | 225                               | Andrea Bosman                     | 4º                                |
| 63                             | Kaytee Boyd                    | 42º                            | 143                          | Suzie Godart                 | R                            | 226                               | Lucinda Brand                     | FT                                |
| 64                             | Martine Bras                   | 31º                            | 145                          | Corine Hierckens             | FT                           | 227                               | Suzanne van Veen                  | FT                                |
| 65                             | Sigrid Corneo                  | 49º                            | 146                          | Alice Marmorini              | R                            |                                   |                                   |                                   |
| 66                             | Laura Bozzolo                  | FT                             | 147                          | Svetlana Bubnenkova          | 12º                          |                                   |                                   |                                   |
| Gauss-RDZ-Ormu-Colnago         | Gauss-RDZ-Ormu-Colnago         | Gauss-RDZ-Ormu-Colnago         | SC Michela Fanini-Record-Rox | SC Michela Fanini-Record-Rox | SC Michela Fanini-Record-Rox |                                   |                                   |                                   |
| 71                             | Тat'jana Аntošina              | 48º                            | 151                          | Erika Vilunaite              | R                            |                                   |                                   |                                   |
| 72                             | Julija Martisova               | 13º                            | 152                          | Rosane Kirch                 | FT                           |                                   |                                   |                                   |
| 74                             | Tania Belvederesi              | 44º                            | 153                          | Flavia Oliveira              | FT                           |                                   |                                   |                                   |
| 75                             | Chiara Bortolus                | R                              | 156                          | Giulia Lazzerini             | R                            |                                   |                                   |                                   |
| 76                             | Martina Corazza                | 50º                            | 157                          | Alessia Quarta               | R                            |                                   |                                   |                                   |
| 79                             | Eleonora Suelotto              | R                              | 159                          | Eleonora Soldo               | R                            |                                   |                                   |                                   |